# Julia Fox
Julia Fox (Milão, 2 de fevereiro de 1990) é uma atriz e modelo ítalo-americana. Ela é mais conhecida por sua performance de estreia no filme de 2019 dos irmãos Safdie, Uncut Gems, pelo qual foi indicada ao Breakthrough Actor Award no Gotham Awards de 2019.

## Início da vida e da educação
Fox nasceu em Milão, Itália, de mãe italiana e pai americano. Fox passou seus primeiros anos morando com seu avô. Aos seis anos ela se mudou para Nova York com o pai e morou em Yorkville, Manhattan. Ela trabalhou em vários serviços, incluindo em uma loja de sapatos, uma sorveteria e uma confeitaria. Fox estudou na escola secundária da cidade e trabalhou como dominatrix por seis meses.

## Carreira
Antes de seu papel em Uncut Gems, Fox era designer de roupas e lançou uma bem-sucedida linha de malhas femininas, Franziska Fox, com sua amiga Briana Andalore.  Ela também trabalhou como modelo, posando para a Playboy em 2015 e como pintora e fotógrafa expositora. Ela publicou dois livros de fotografia, Sintomático de um Relacionamento Desagradável: Azia / Náusea , publicado em 2015, e PTSD , publicado em 2016. Em 2017, Fox organizou uma exposição de arte intitulada "RIP Julia Fox'", que apresentava telas de seda pintadas com seu próprio sangue.
Fox estreou no cinema em 2019, no filme dos irmãos Safdie, Uncut Gems, interpretando uma vendedora do showroom e amante do protagonista do filme Howard Ratner (interpretado por Adam Sandler), um comerciante de jóias irregular e viciado em jogos. Fox conhecia os irmãos Safdie por quase uma década depois de conhecer Josh Safdie através de um encontro casual em um café no SoHo, Manhattan.
Fox também escreveu e dirigiu Fantasy Girls , um curta-metragem sobre um grupo de adolescentes envolvidas em trabalho sexual vivendo em Reno, Nevada. Ela estrelou no PVT Chat de Ben Hozie, interpretando uma camgirl chamada Scarlet. O filme está programado para ser lançado em 2020.

## Vida pessoal
Fox se casou com Peter Artemiev, um piloto particular baseado em Brighton Beach, Brooklyn, em novembro de 2018. O casal finalizou o divórcio em julho de 2020. Ambos tem um filho nascido em janeiro de 2021.
Em outubro de 2022, Julia Fox afirmou que teve depressão pós-parto. Ela também afirmou que tem transtorno bipolar, transtorno obsessivo-compulsivo (TOC) e transtorno do déficit de atenção com hiperatividade (TDAH), além de estar no espectro autista.
Em um artigo que ela escreveu para a revista Interview em janeiro de 2022, Fox confirmou que ela estava namorando o rapper Kanye West. O relacionamento chegou ao fim no mês seguinte.

## Filmografia
| Ano  | Filme      | Função         | Notas            |
| ---- | ---------- | -------------- | ---------------- |
| 2019 | Uncut Gems | Julia De Flore | Papel de estréia |
| 2020 | PVT Chat   | Escarlate      |                  |
| 2025 | Presença   | Cece           |                  |

## Prêmios e indicações
| Ano  | Prémio                                       | Categoria                | Trabalho indicado | Resultado | Ref.   |
| ---- | -------------------------------------------- | ------------------------ | ----------------- | --------- | ------ |
| 2019 | Associação de Críticos de Cinema de Columbus | Artista Revelação        | Uncut gems        | Nomeada   | [ 28 ] |
| 2019 | Associação de Críticos de Cinema de Chicago  | Artista Mais Promissor   | Uncut gems        | Nomeada   | [ 29 ] |
| 2019 | Associação de Críticos de Cinema da Geórgia  | Prêmio inovador          | Uncut gems        | Nomeada   | [ 30 ] |
| 2019 | Gotham Awards                                | Ator inovador            | Uncut gems        | Nomeada   | [ 31 ] |
| 2019 | Associação de críticos de cinema de Toronto  | Melhor atriz coadjuvante | Uncut gems        | Nomeada   | [ 32 ] |